# Medinophyto histrio
Medinophyto histrio är en tvåvingeart som först beskrevs av Aldrich 1928.  Medinophyto histrio ingår i släktet Medinophyto och familjen parasitflugor.
Artens utbredningsområde är Ecuador. Inga underarter finns listade i Catalogue of Life.